# إليوت جونز (لاعب رماية)
إليوت جونز (بالإنجليزية: Elliott Jones)‏ هو لاعب رماية أمريكي، ولد في 24 يناير 1908 في سيراكيوز في الولايات المتحدة، وتوفي في 15 فبراير 1994 في كارسون سيتي في الولايات المتحدة.

## وصلات خارجية
- إليوت جونز على موقع أوليمبيديا (الإنجليزية)